# Auferstehungskirche (Sprendlingen)

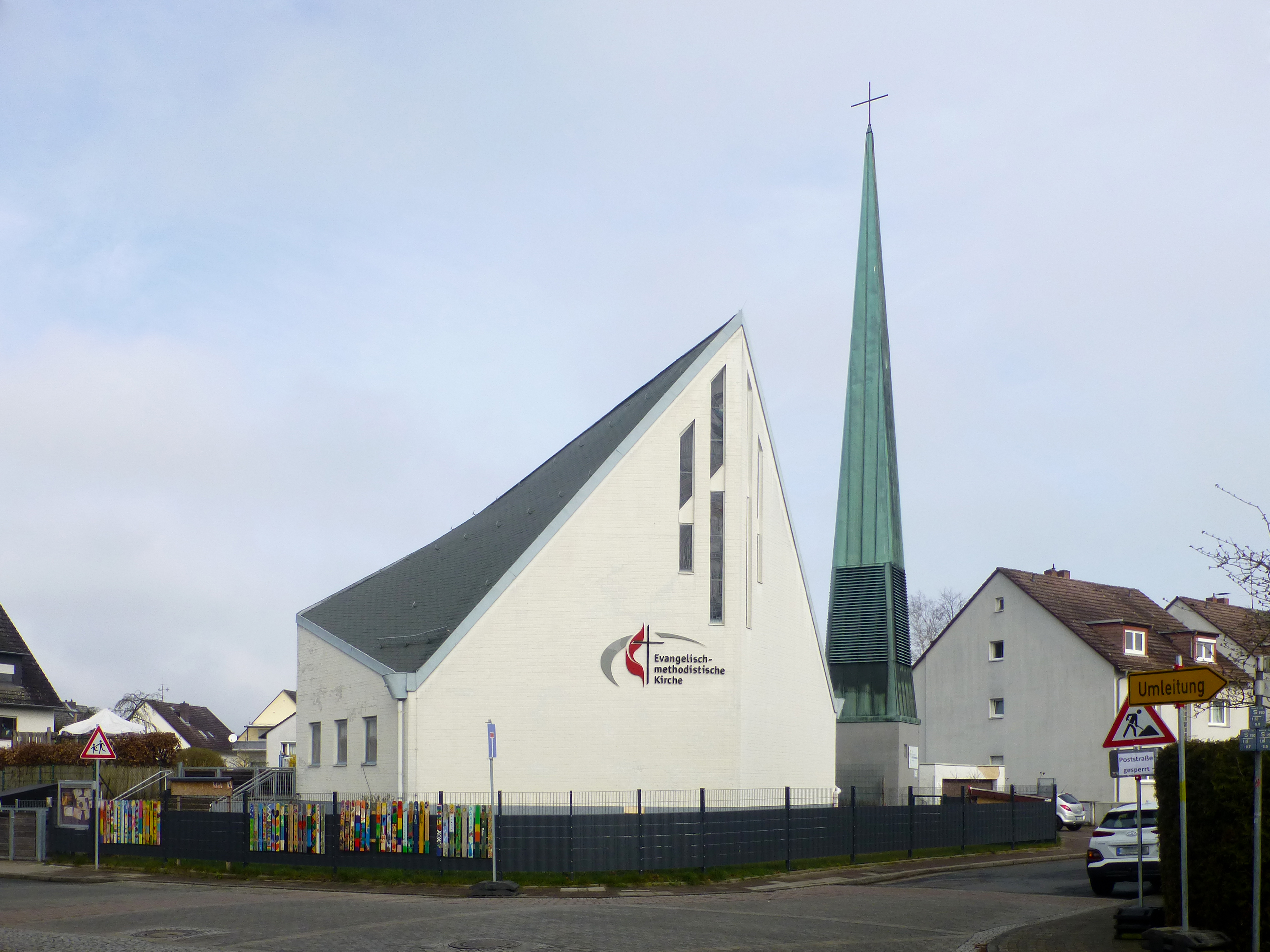
Evangelisch-methodistische Auferstehungskirche

Die evangelisch-methodistische Auferstehungskirche ist ein unter Denkmalschutz stehendes Kirchengebäude im Dreieicher Stadtteil Sprendlingen in Südhessen. Die Kirchengemeinde bildet zusammen mit der evangelisch-methodistischen Gemeinde in Darmstadt einen Bezirk innerhalb der evangelisch-methodistischen Kirche in Deutschland (EmK). Die im Stil der Moderne errichtete Kirche mit ihrem markanten Turm ist eines von nur zwei evangelisch-methodistischen Gotteshäusern im Landkreis Offenbach.

## Geschichte
Seit 1902 gibt es in Sprendlingen eine methodistische Gemeinschaft, die ihre Gottesdienste zu Beginn des 20. Jahrhunderts jedoch mangels eigenem Kirchengebäude in wechselnden Räumlichkeiten (wie Privaträumen und Gaststättensälen) feierte.
Erste Pläne für die Errichtung einer eigenen Kirche kamen 1927 auf, als der Gemeindesaal an der Sprendlinger Hauptstraße nicht mehr ausreichend Platz für die methodistische Gemeinde in Sprendlingen bot. Sie scheiterten jedoch aufgrund schlechter wirtschaftlicher Verhältnisse. Auch 1954 mussten Pläne für einen Neubau wieder aufgegeben werden: Obwohl bereits ein Grundstück in Sprendlingen gekauft worden war, verhinderten u. a. städtebauliche Umstände den Bau eines eigenen Gotteshauses.
Erst 1966 wurde mit dem Bau der Auferstehungskirche eine eigene methodistische Kirche in Sprendlingen geschaffen. Die Errichtung basierte auf Plänen des methodistischen Kirchenbauers Edgar Drumm und erfolgte weitestgehend in Eigenhilfe durch die methodistische Gemeinde, aber auch in der Umgebung stationierte US-Soldaten halfen beim Bau mit. Am 2. April 1967 konnte die neue methodistische Kirche fertiggestellt werden.

## Baubeschreibung
Die Auferstehungskirche liegt auf einem Eckgrundstück am westlichen Ortsrand von Sprendlingen. Das Bauwerk gliedert sich in ein zweigeschossiges, sattelbedachtes, verputztes Kirchenschiff, das sich auf sechseckigem Grundriss erhebt, und einen schlanken, pyramidalen Glockenturm, bei dem es sich um eine von Kupferblech überfangene Holzkonstruktion handelt.
Der über eine separate Treppe erreichbare Eingang im Westen führt ins Obergeschoss des Kirchengebäudes, das als Kirchenraum genutzt wird. Das eigentlich als Tonstudio für christliche Radiosendungen konzipierte Untergeschoss dient heute als Kindergarten der Gemeinde.
Im Nordwesten des Obergeschosses befindet sich die Orgelempore. Ihr gegenüber liegt im Südosten der erhöhte Altarraum, dessen Mitte ein Altarblock einnimmt. Er wird gerahmt von einer Kanzel und einem Taufstein. Die rautenförmig gruppierten Fensterschlitze über der Empore sind klar verglast, während jene über dem Altarraum stilisiert farbig gestaltet wurden, sodass sie zusammen ein Auferstehungsmotiv bilden.